# Río San Francisco (Colombie)
Le río San Francisco, également appelé río Vicachá, est un cours d'eau de Colombie. Lors des premières années suivant la fondation de Nuestra Señora de la Esperanza, qui devint plus tard Bogota, le río San Francisco délimitait la ville au nord.

## Géographie

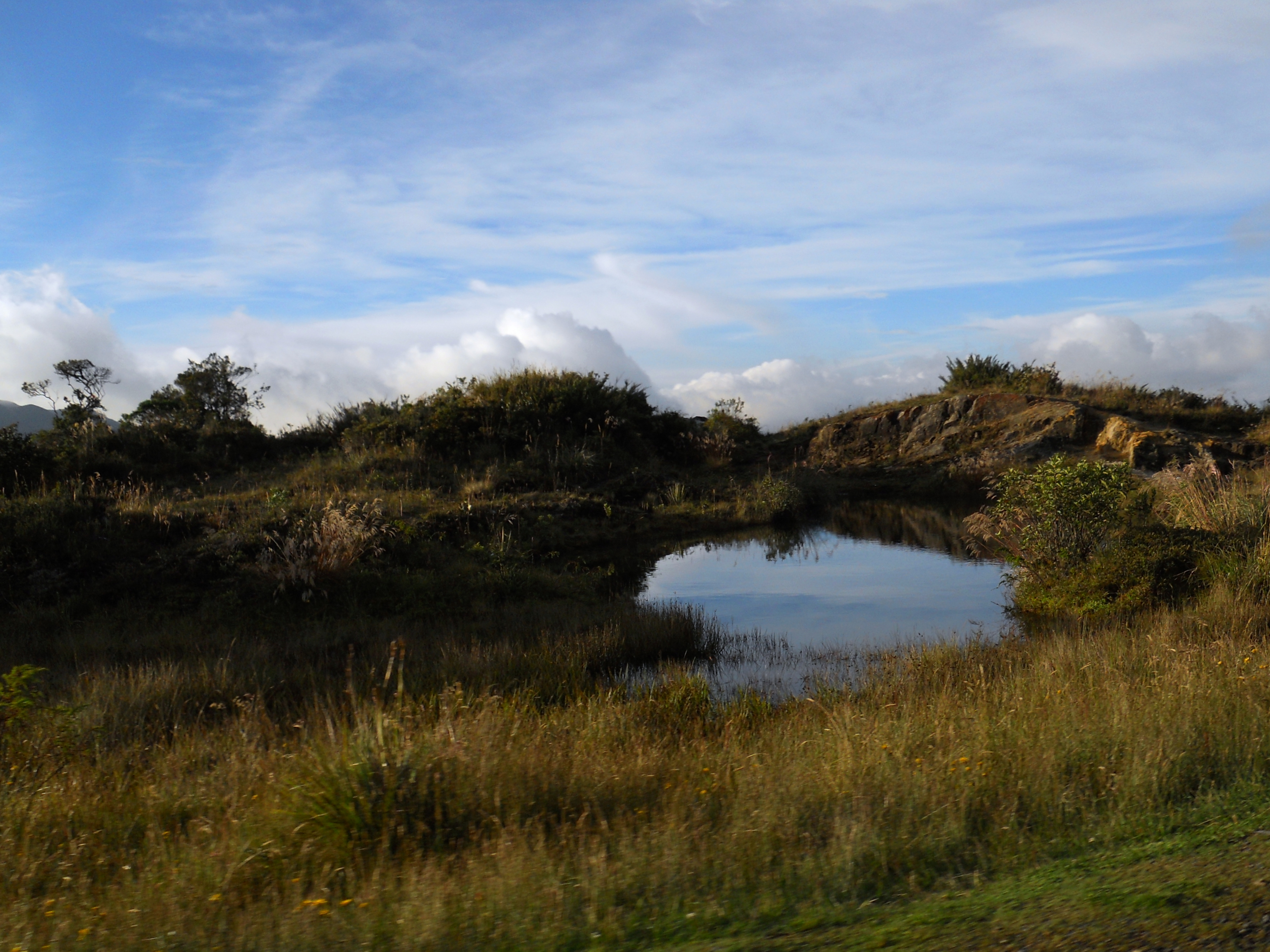
Le páramo de Cruz Verde

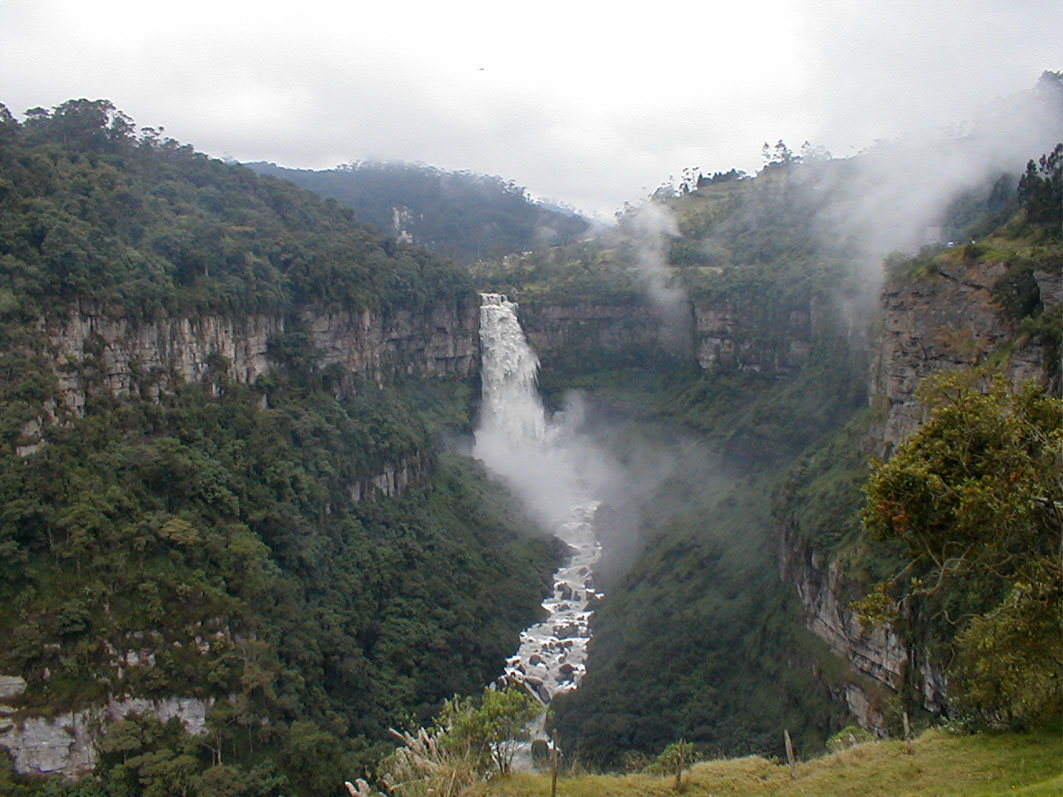
Le Salto del Tequendama

Le río San Francisco prend sa source dans le páramo de Cruz Verde, au pied du cerro de Monserrate, dans le département de Cundinamarca. Il est canalisé dès les abords de Bogota.
Au croisement de l'actuelle avenida Caracas et de la calle Sexta, le río San Francisco rejoint, sous terre, le río San Agustín (es), non loin du bâtiment de Médecine légale.
La canalisation souterraine chemine tout au long de l'avenue de Los Comuneros, appelée également calle Sexta. Le río San Francisco redevient visible carrera 24 puis, après une déviation, il reçoit les eaux usées des quartiers Primavera, Jasmín, Galán, San Rafael et Pradera. Il traverse la carrera 68 pour rejoindre, à la hauteur de l'avenue Boyáca, le río Fucha, appelé aussi río San Cristóbal.
Le río San Francisco et plusieurs autres petits cours d'eau traversent ainsi Bogota jusqu'à l'extrémité sud-ouest du plateau où est située la capitale de la Colombie, plus précisément dans la partie sud de l'Altiplano Cundiboyacense de la Cordillère orientale. Ces petits cours d'eau rejoignent le río Bogotá, ou río Funza, qui plonge au bord du plateau, à Tequendama formant ainsi une magnifique chute d'eau de 132 m, le Salto del Tequendama.

## Histoire

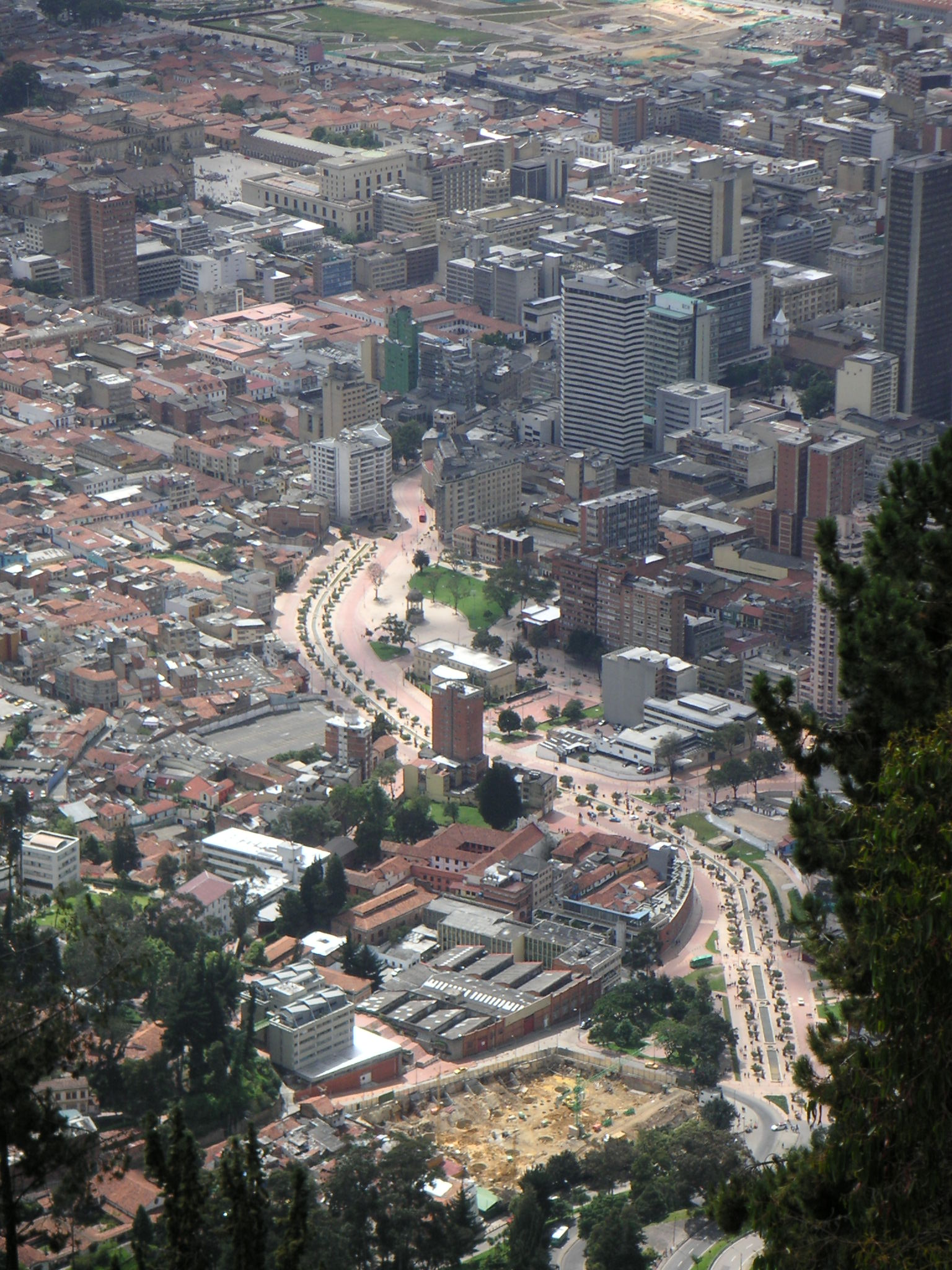
L'Avenida Jiménez de Quesada à Bogota

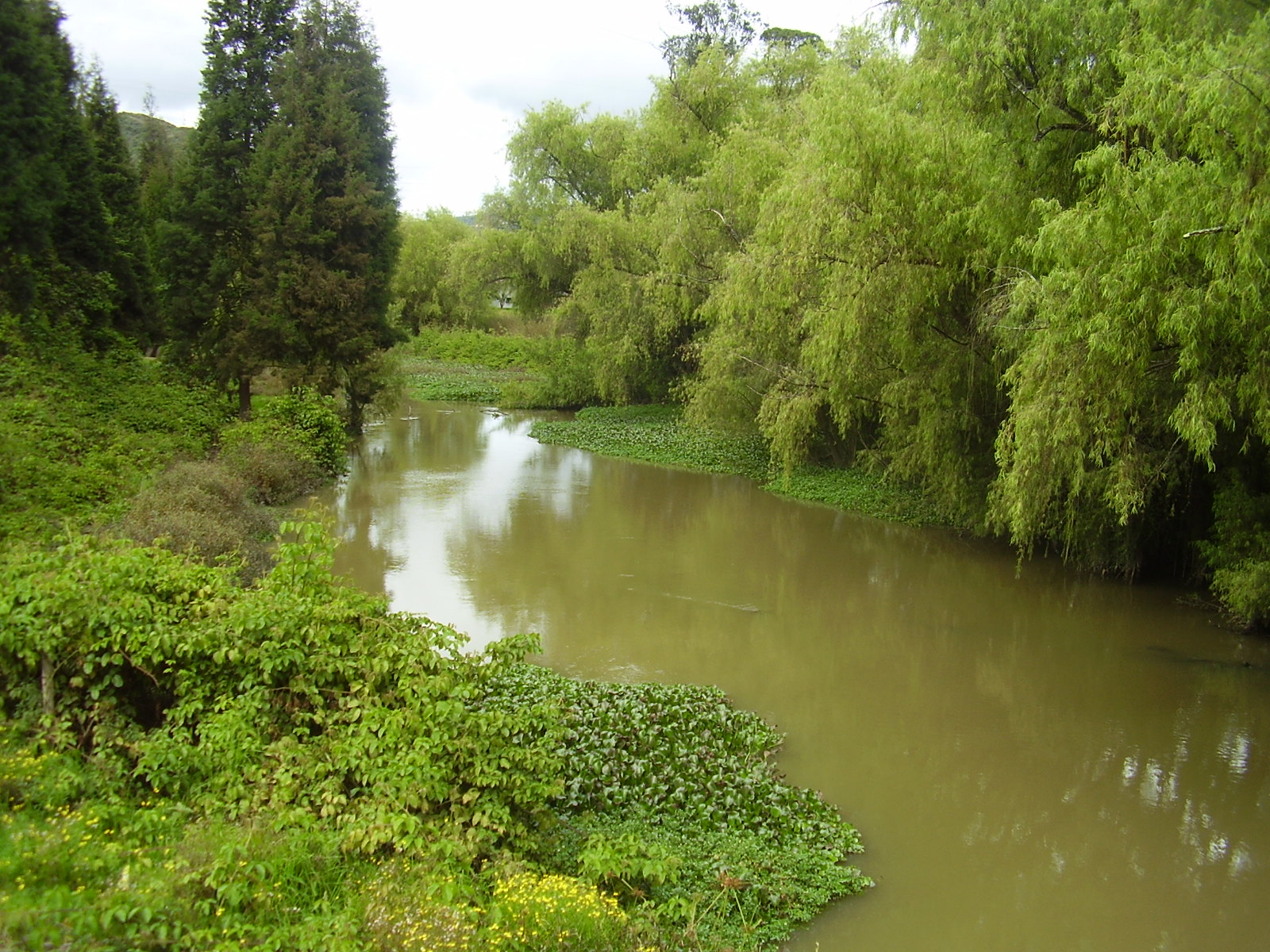
Le Río Bogotá

Le río San Francisco, initialement appelé río Vicachá, qui signifie "Éclat de la nuit", bénéficiait d'un puissant débit pourvoyant à l'approvisionnement en eau de toute la ville.
La paroisse de Las Nieves le délimitait au sud. En 1550, lors de l'établissement de la communauté religieuse franciscaine et la construction de l'église de San Francisco sur sa rive nord, le nom de río San Francisco lui fut donné.
Pendant les années 1930, le río fut canalisé et, à l'emplacement libéré, fut tracée l'avenue Jiménez de Quesada. Entre 1999 et 2001, sur cette avenue, fut établi l'Eje Ambiental, axe important de Bogota.

## Ponts

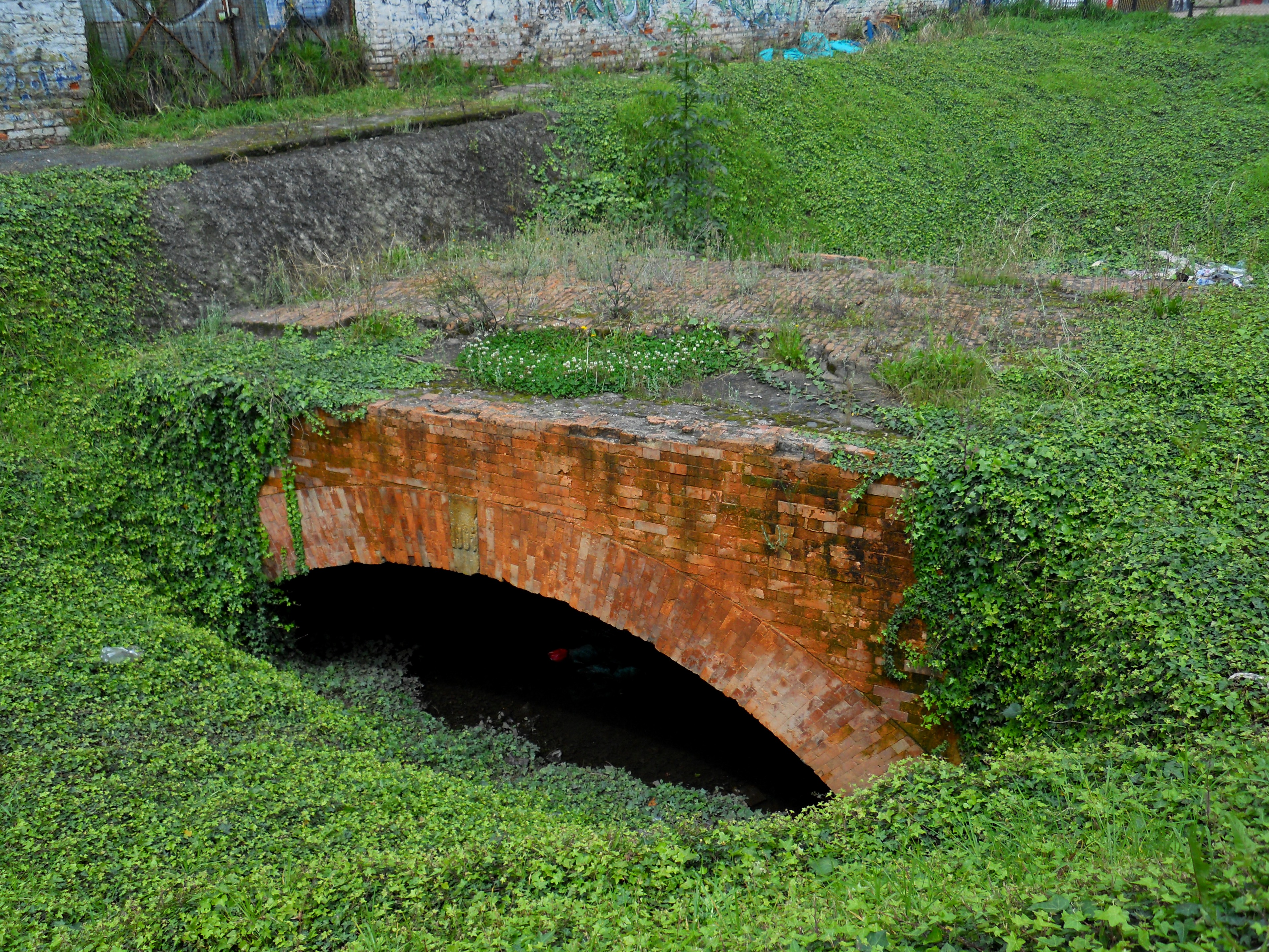
Pont de Boyacá (anciennement Pont de Las Aguas)

En 1551, le premier pont sur le río San Francisco, le pont de San Miguel, fut construit. Il était en bois et ne tarda pas à être détruit par le courant. Il fut reconstruit en pierre en 1602.
D'autres ponts virent le jour à mesure que Bogota se développait. La ville compte aujourd'hui dix-huit ponts.